# Kel-Tec PLR-16手槍
Kel-Tec PLR-16是一款由槍械設計師喬治·凱爾格倫所設計、美国佛罗里达州可可市槍械公司Kel-Tec數控工業公司所生產的步枪口徑氣動式半自動手槍（亦可說是短管半自動步枪），發射5.56×45毫米北約口徑制式步枪子彈。

## 概述

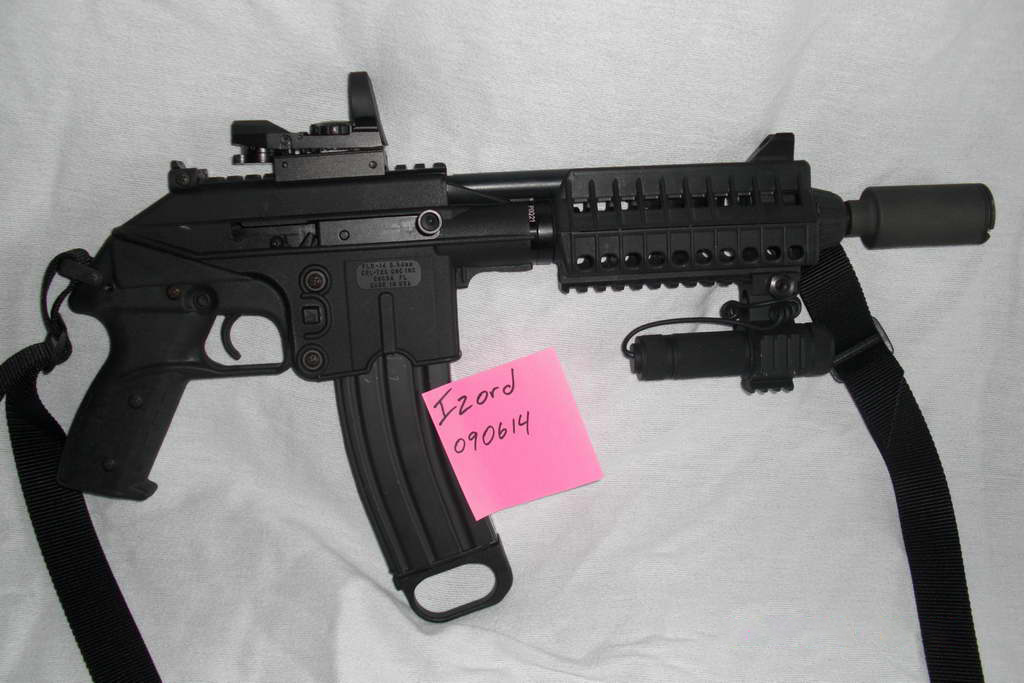
裝上了30發M16步槍彈匣（連快速上彈底環）、緊湊型前護木、Levang管狀制退器、槍背帶、紅點鏡和雷射瞄準器的Kel-Tec PLR-16手槍。

該槍名稱中的「PLR」是長射程手槍的英语（Pistol, Long Range）的首字母縮寫，為專為休閒標靶射擊、小型遊戲、剿害狩猎或捕食狩獵（英語：Predator hunting）而設的半自動手槍。由於長射程手槍的長度槍管只有233.68毫米（9.2英吋），比起傳統的508毫米（20英吋）的步槍和常見的406毫米（16英吋）的卡賓槍槍管都要短很多，因此其發射的5.56×45毫米北約口徑步枪子彈的槍口初速僅有792.45米／秒（2,600英尺／秒），比槍管較長的步槍和卡賓槍都下降很多。
PLR-16手槍結合了AR-15的多重鎖耳轉拴式槍栓設計和後膛閉鎖系統以及類似於M1加蘭德、M14和AK-47的長行程活塞氣動式操作系統。相對於AR-15系列步槍的直接導氣系統，長行程活塞氣動式操作系統需要的維護次數較少。
PLR-16手槍的槍身，包括彈匣插座、手槍握把及護木都是採用复合材料所製造，因此令PLR-16既耐用，又可以儘量地減輕其重量。而機匣的頂部亦整合了MIL-STD-1913戰術導軌，因此可以安裝各種型號的光学瞄准镜、紅點鏡／反射式瞄準鏡、全息瞄準鏡、棱鏡式瞄準鏡、夜視鏡或熱成像儀。

## 資料來源
1. 1 2 3 4 5 6 7 8  .   [2013-10-03]. （原始内容存档于2013-10-04）.
2. 1 2 3  Taffin, John, , American Handgunner, 2007, 31 (5): 44–45
3. ↑  Friedman, Ed. "Kel-Tec PLR-16 Pistol: It’s not an AR, but it can take AR magazines. What is this…this thing?" American Rifleman. 2011.  （页面存档备份，存于）

## 外部連結
- （英文）—Kel-Tec CNC PLR-16 Handgun
- （英文）—Kel-Tec's Owner's Group & Online Forum
- （英文）—Kel-Tec PLR-16 5.56mm Semi-Auto Pistol （页面存档备份，存于）
- （英文）—Impact Guns—Kel-Tec PLR-16 Long Range Pistol 223
- （英文）—The Firearm Blog.com—
  - Top 5 Weirdest Guns（页面存档备份，存于）
  - Kel-Tec PLR 16 Field Strip (SBR) （页面存档备份，存于）
- （英文）—Tactical-Life.com—KEL-TEC PLR-16 5.56mm（页面存档备份，存于）
- （英文）—American Rifleman—Kel-Tec PLR-16 Pistol
- （英文）—YouTube上的Video of operation
- （简体中文）—D Boy Gun World（槍炮世界）—Kel-Tec PLR-16手枪 （页面存档备份，存于）